# Polyalthia humbertii
Polyalthia humbertii là loài thực vật có hoa thuộc họ Na. Loài này được Cavaco & Keraudren miêu tả khoa học đầu tiên năm 1957.